# Stepowienie
Stepowienie - przemiana obszarów zalesionych, zarośli i łąk w zbiorowiska trawiaste - step lub prerię. Trawy są roślinami odpornymi na warunki klimatyczne i nie potrzebują owadów do rozmnażania. Stepowienie postępuje wraz ze skokowym ochłodzeniem bądź ociepleniem klimatu oraz pod wpływem nadmiernego osuszenia gleb (przy średnich rocznych opadach poniżej 500-600 mm) oraz silnym nasłonecznieniu terenu. Stepowienie może być też skutkiem działalności człowieka: wyrębu lasów, wadliwych melioracji, nadmiernego zużycia wód powierzchniowych i podziemnych.

## Stepowienie Wielkopolski
Pojęcie stepowienia zostało w polskiej literaturze zaczerpnięte z Niemiec i jest odnoszone do regionu Wielkopolski. Specjaliści zaprzeczają jednak istnieniu tego zjawiska; przynajmniej w prawidłowym tego słowa znaczeniu. Pojęcie to, chociaż stosowane dość powszechnie, ma wyłącznie charakter potoczny i związane jest z ogólnym osuszaniem i ocieplaniem regionu.
Teren Wielkopolski został znacznie wylesiony na początku XIX wieku, wskutek nadmiernego i niekontrolowanego wyrębu drzew. Stosunki wodne zostały zakłócone zbyt intensywną regulacją rzek i nieodpowiednią zabudową dolin rzecznych (celem zwiększenia możliwości żeglugowych). Kolejną przyczyną był rozwój rolnictwa i liczne przedsięwzięcia melioracyjne, mające prowadzić do odwodnienia obszarów trwale lub okresowo podmokłych, dla pozyskania ich pod uprawy polowe. Skutkiem powyższego było obniżenie poziomu wód gruntowych i jezior, a w dalszym ciągu - nadmierne przesuszenie obszaru.